# Аталар (станція)
40°53′54″ пн. ш. 29°10′11″ сх. д. / 40.898398207436° пн. ш. 29.169588427722° сх. д.
Аталар (тур. Cevizli) — залізнична станція на лінії Мармарай, що належить TCDD, розташована на анатолійській стороні Стамбула, району Картал.
Конструкція — наземна відкрита з однією острівною платформою. 
Станція, розташована на залізниці залізниці Стамбул-Анкара, була побудована компанією TCDD з інфраструктурою електрифікації та введена в експлуатацію в 1977 році. 

Станція обслуговувала приміський поїзд B2 (Хайдарпаша — Гебзе) в 1977 — 2013 роках та була закрита 19 червня 2013 року під час будівництва проекту Мармарай

та знову відкрито 12 березня 2019 року його було збудовано та знову введено в експлуатацію. 

## Сервіс
| Попередня станція   | Лінія | Лінія    | Лінія | Наступна станція |
| ------------------- | ----- | -------- | ----- | ---------------- |
| Джевізлі до Халкали |       | Мармарай |       | Башак до Гебзе   |